# 진주 의곡사 불설대보부모은중경
진주 의곡사 불설대보부모은중경은 대한민국 경상남도 진주시 의곡사에 있는 불경이다. 2017년 7월 20일 경상남도의 유형문화재 제613호로 지정되었다.

## 지정 사유
｢불설대보부모은중경｣은 부모의 한없이 크나 큰 은혜를 중히 여기라는 내용을 담고 있는 책이다.
본서(本書)는 권말에 임경숙(任慶叔)이 쓴 발문 간기를 통해 1435년에 간행한 것으로 판단되며, 유일한 판본인 보물 제959호인 기림사 소장본과 동일한 판본으로 추정되어 중요한 가치를 지니고 있으며, 권말에 각수 및 화주질에 대한 내용을 알 수 있는 기록들이 남아 있고 보관상태도 양호한 책으로 조선전기의 불교 판본학과 서지학 분야의 연구에 귀중한 자료이다.

## 참고 문헌
- 진주 의곡사 불설대보부모은중경 - 국가유산청 국가유산포털